# Campionato balcanico maschile di pallacanestro 1970
Il 12º Campionato Balcanico Maschile di Pallacanestro, si è disputato a Bucarest, in Romania, tra il 25 e il 27 settembre 1970.
Le medaglie d'argento e di bronzo furono assegnate in base alla differenza punti negli scontri diretti, dato che Bulgaria e Romania terminarono a parimerito.

## Risultati
|    | Nazionale  | G | V | P | PF  | PS  | Diff.   |
| -- | ---------- | - | - | - | --- | --- | ------- |
| 1. | Jugoslavia | 3 | 2 | 1 | 251 | 244 | +7 (+2) |
| 2. | Bulgaria   | 3 | 2 | 1 | 270 | 255 | +15 (0) |
| 3. | Romania    | 3 | 2 | 1 | 242 | 238 | +4 (-2) |
| 4. | Grecia     | 3 | 0 | 3 | 234 | 260 | -26     |

## Classifica finale
| -  | Paese      | Formazione |
| -- | ---------- | ---------- |
|    | Jugoslavia |            |
|    | Bulgaria   |            |
|    | Romania    |            |
| 4. | Grecia     |            |